# Scopula semignobilis
Scopula semignobilis är en fjärilsart som beskrevs av Inoue 1942. Scopula semignobilis ingår i släktet Scopula och familjen mätare. Inga underarter finns listade.